# 2006년 아시안 게임 야구
제15회 아시안 게임 야구 경기는 2006년 11월 29일부터 12월 7일까지 카타르 도하에서 열렸다.